# Albana Esperanto-Asocio
Az Albana Esperanto-Asocio (AEA) (magyar: Albán Eszperantó Szövetség, albánul: Shoqata Esperantiste Shqiptare, SHESH) 1991-ben alakult és 2013-ban csatlakozott az UEA-hoz. 1991 decembere óta adja ki az Albana Esperantisto eszperantista újságot.

## Története
Az Albániában megjelent első eszperantó nyelvű könyv a Gjergj Kastrioti-Skanderbeg-Hero of Albánia volt, amelyet a Gutemberg kiadóban, Tiranában, 1929-ben nyomtattak. A könyvet eredetileg Cuk Simoni írta eszperantóul, választékos nyelven, Európa-szerte valóságos "útmutatóként" terjedt el az albánokról az eszperantisták köreiben.
Marjorie Boulton Tények és fantáziák című vegyes érzelmű könyvének 13. fejezetét Fable from Albánia az országgal kapcsolatos megjegyzéseknek szenteli; aztán érdekes mesét ír le a rablókról.
Az eszperantó mozgalom:
Az első eszperantista Lazar Shantja volt Shkodërben 1913-ban.A Népszövetség  jelentésében az olvasható, hogy 1922-ben az albán kormány bevezette az eszperantó kötelező oktatását a középiskolákban, de ez tévedésnek vagy misztifikációnak tűnik. Az első tankönyv 1928-ban jelent meg.
A Fajrero 4/1959-ben, a Cseh Eszperantó Fiatalok hírlevelében a következő cikk jelent meg: "Eszperantó Albániában". Cefo Fico kétszer tartott előadást az eszperantóról, és egy kis kiállítást szervezett a tiranai Kulturális Központban. Eszperantó tanfolyam működött az Építésügyi Minisztériumban, egy sablonos tankönyv segítségével, amelyet Cefo Fico írt.
Zef Mjeda 1996 óta az UEA tiszteletbeli tagja. 2013-ban az UEA bizottsága tagjává fogadta az Albán Eszperantó Szövetséget. Ezen kívül van még egy Albán Eszperantó Intézet is.

### Albana Esperanto-Instituto
Az Albán Eszperantó Intézet egy albániai kulturális szervezet, amelynek célja az eszperantó nyelv ismeretetése és tanítása. Az intézet székhelye Tiranában található, és szervezetileg független az Albán Eszperantó Szövetségtől. 2005 decemberében Vasil Pistoli vezette, Bardhyl Selimi titkár és Rita Permeti volt a pénztáros. Dietterle statisztikái szerint csak hat eszperantista volt az országban. 1929-ben jelent meg egy eszperantó nyelvű mű Szkander bégről, 144 o., összeállította: Cuk Simoni. 1933-ban csak Shkodrában volt az UEA-nak képviselője.

#### Albana Esperantisto
Az albán eszperantisták orgánuma.

## Fordítás
- Ez a szócikk részben vagy egészben  az   Albana Esperanto-Asocio című eszperantó Wikipédia-szócikk ezen változatának fordításán alapul.  Az eredeti cikk szerkesztőit annak laptörténete sorolja fel. Ez a jelzés csupán a megfogalmazás eredetét és a szerzői jogokat jelzi, nem szolgál a cikkben szereplő információk forrásmegjelöléseként.